# Théâtre de Vaison-la-Romaine
Le théâtre antique de Vaison-la-Romaine désigne les restes d'un édifice d'époque romaine, situé sur la commune de Vaison-la-Romaine, dans le département français du Vaucluse.

## Histoire
Le théâtre est construit au Ier siècle, probablement sous le règne de l'empereur Claude,, et était partie intégrante de l'ensemble monumental de la cité de Vasio (Vaison).
Avec le développement du Christianisme, le théâtre est délaissé et partiellement détruit, puis sers de carrière de pierre, avant qu'au XIXe siècle le théâtre ne soit « redécouvert » et ne soit classé au titre des monuments historiques par la liste de 1862. Depuis lors, diverses campagnes de restaurations sont survenues pour protéger l'édifice (1932-1934, 2005-2008). Lors de fouilles au XIXe siècle, une statue connue sous le nom de Diadumène de Vaison a été découverte et est conservé actuellement au British Museum. Des statues impériales en marbre blanc de l'empereur Hadrien et sa femme Sabine y ont été mis au jour par le Chanoine Sautel, lors de la grande campagne de dégagement de la colline, entamée au début du XXe siècle.
De nos jours, le théâtre sert de salle de concert en plein air dans le cadre de festivals.

## Description
Comme de nombreux autres théâtres romains, il fut construit adossé à une colline.
Deux arcades de pierre, encore subsistantes, étaient décrits à la Renaissance comme le seul vestige visible du théâtre.
Le théâtre pouvait accueillir jusqu'à 5000 spectateurs sur les 32 gradins et l’orchestra.
Le théâtre était conçu pour avoir une bonne acoustique. En particulier, le mur de scène était composé d'une multitude de niches, permettant d'absorber certains échos.
Les vestiges d'un mécanisme de rideau ont pu être observés, rideau composé de panneaux sur mât en bois logés dans les 11 fosses encore apparentes. Des poulies permettaient probablement de manœuvrer un rideau des scènes héroïques ou historiques.

## Galerie

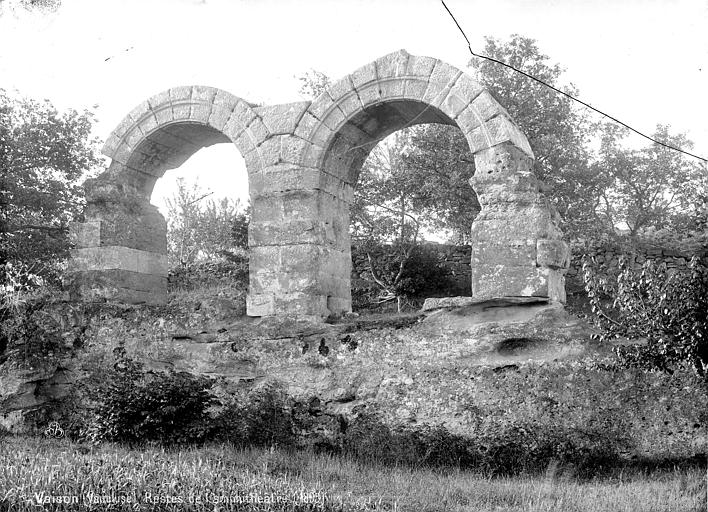
Restes de deux arcades du théâtre en 1895
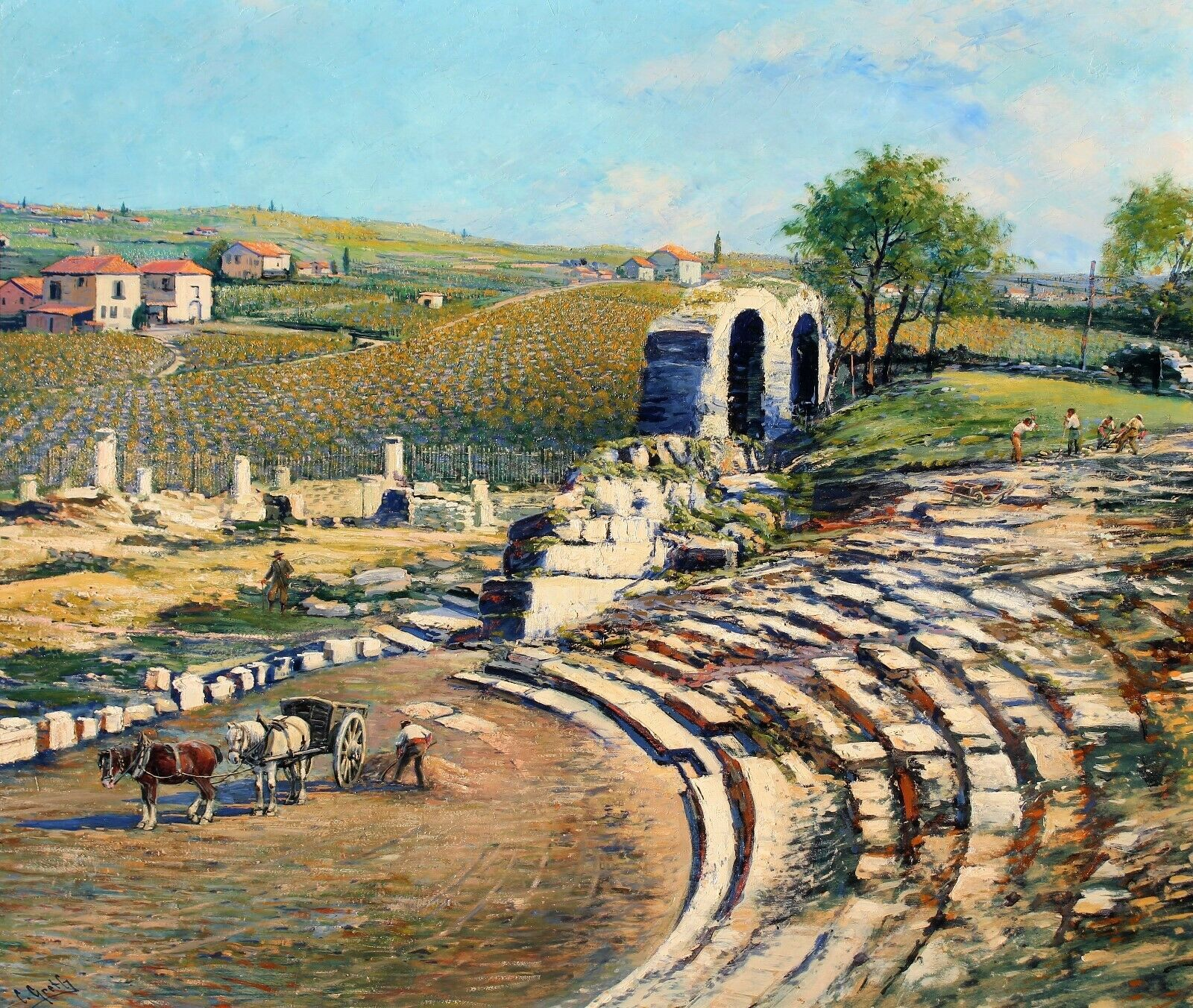
Peinture du théâtre (XXe siècle)
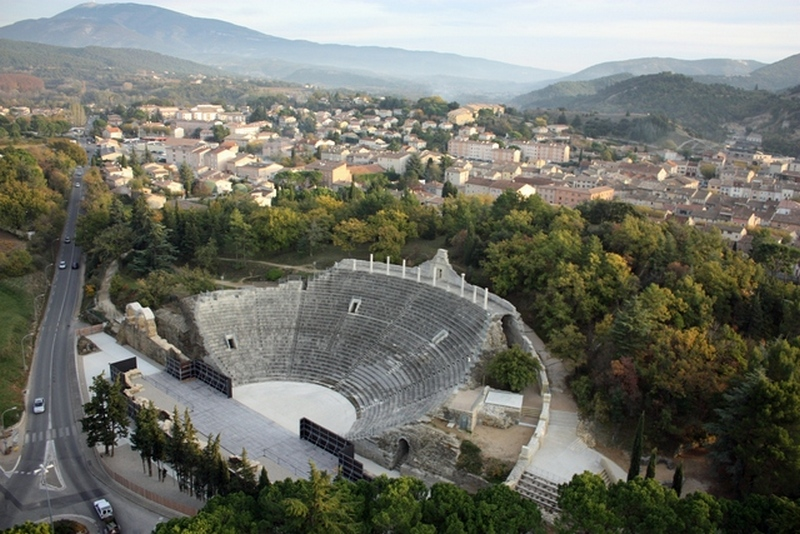
Vue générale du théâtre
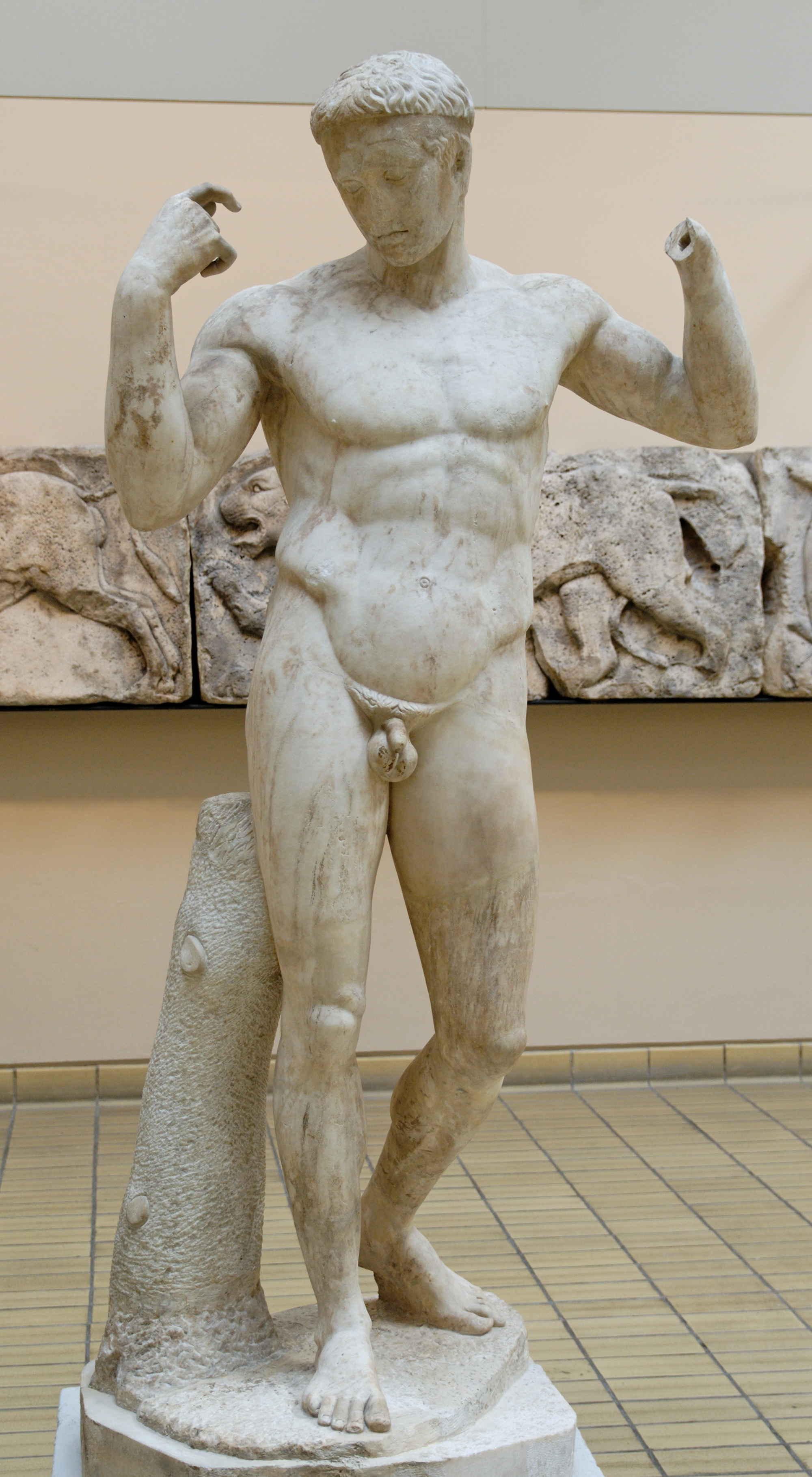
Diadumène de Vaison au British Museum